# Niels Kuntzes hus

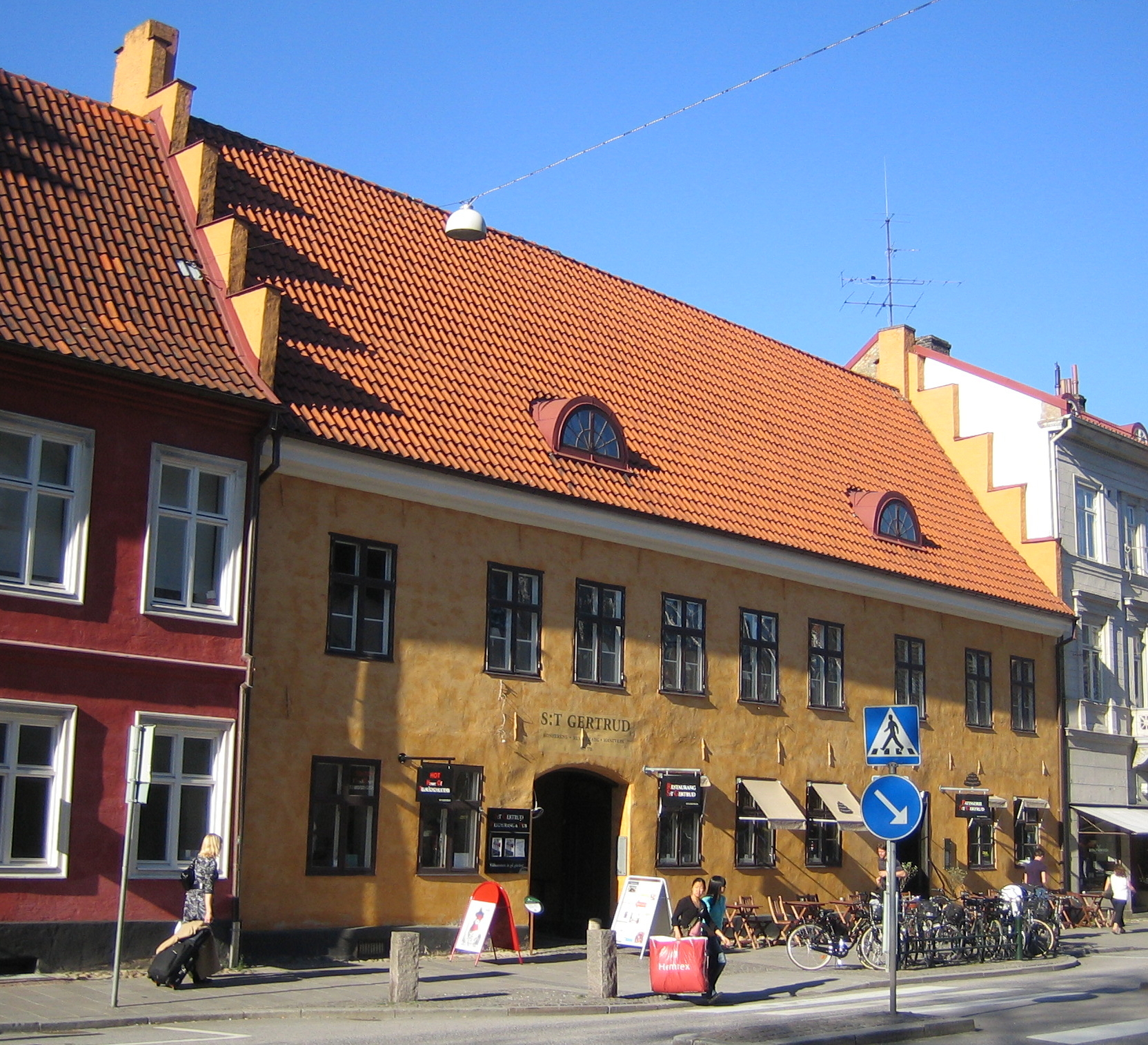
Niels Kuntzes hus

Niels Kuntzes hus finns i Malmö vid Östergatan. Det ingår i det så kallade "Kulturkvarteret S:t Gertrud", Malmös största restaureringssatsning genom tiderna. 
Huset uppfördes ca 1530 av den mäktige borgmästaren Jep Nielsen som gav det till sin svärson Niels Kuntze cirka år 1537. Niels gifte sig detta år med Jeps dotter dotter Anne Ipsdotter. Niels Kuntze kom liksom svärfadern att bli en av stadens inflytelserika borgare. Från att i det danska inbördeskriget år 1535 ha tillhört den armé som belägrade Malmö, avancerade Niels genom ingiftet till rådman och slutligen till borgmästare.
Redan gathusets trappgavlar avslöjar en byggnad av hög ålder. Under putsen i ytterfasaden kan man skymta rester efter valvbågar till ursprungliga muröppningar. Byggnaden var när den uppfördes mycket likt det Rosenvingeska huset längre västerut i Malmö. 
Genom omfattande arkeologiska undersökningar vet man nu mycket om den forna borgmästarens hem. I mitten av huset fanns en tvärmur från källare till loft. Muren delade huset i två lika, men spegelvända, lägenheter. I den västra har Niels och Anne haft sin bostad. Niels källare användes som lagerlokal och hade två nedgångar från gatan. I bottenvåningen fanns förstuga, handelsbod med luckor ut mot gatan, en kammare samt en stor sal. I övervåningen idkades privatliv. Här fanns en förstuga, ett "vardagsrum", en sängkammare och en mindre kammare. Det har funnits inte mindre än två, åt gården utskjutande, toaletter i borgmästarens lägenhet.
I två envåningslängor mot gården fanns brygghus, stall etc. Dessa hus är sedan länge ersatta av yngre byggnader, bl. a. av "Karl XII:s huset" strax till vänster om porten. Huset uppfördes i någon gång i perioden 1709-1719, alltså under Karl XII:s levnad. Kungen har inget med huset att göra. 